# Carlos Ángel López
Carlos Ángel López Llanes (Misiones tartomány, 1952. július 17. – 2018. szeptember 30.) válogatott argentin labdarúgó.

## Pályafutása

### Klubcsapatban
1972-ben a River Plate, 1973-ban az Argentinos Juniors, 1975–76-ban az Estudientes, 1978–79-ben a Racing Club, 1980-ben a Vélez Sarsfield, 1981-ben a Sarmiento labdarúgója volt. 1982–83-ban a kolumbiai Millonarios csapatában szerepelt. 1984-ben rövid időre hazatért és a Boca Juniors játékosa volt, majd ebben az évben még játszott a kolumbiai Atlético Junior színeiben is. 1985 és 1992 között a bolíviai Club Bolívar labdarúgója volt.

### A válogatottban
1979-ben négy alkalommal szerepelt az argentin válogatottban és egy gólt szerzett. Részt vett az 1979-es Copa Américán.

## Sikerei, díjai
Club Bolivar
- Bolíviai bajnokság
  - bajnok (4): 1985, 1987, 1988, 1991
- Bolíviai kupa
  - győztes (2): 1989, 1990